# Stade de rugby de Nutsubidze
Pour les articles homonymes, voir Nutsubidze.
Le stade de rugby de Nutsubidze (en géorgien : ნუცუბიძის რაგბის სტადიონი), aussi dénommé stade de rugby du Plateau (en géorgien : რაგბის პლატო სტადიონი), est un stade de rugby de 2 070 places situé à Tbilissi, en Géorgie.

## Histoire
Le stade est inauguré en 2018. Il est situé sur le plateau de Nutsubidze. Doté de deux terrains, l'un en synthétique et l'autre en gazon naturel, son inauguration a été réalisée en présence du Premier ministre de Géorgie Mamouka Bakhtadze, du président du parlement de Géorgie Irakli Kobakhidze, du maire de Tbilissi Kakhaber Kaladze, ainsi que diverses autres personnalités publiques. L'inauguration marquait aussi la réception de deux autres stades, le terrain d'entraînement du RC Locomotive Tbilissi situé dans le quartier de Digomi, et la Kavkasioni Arena dans la ville de Telavi. Leurs constructions ont été financées par la fondation Cartu de Bidzina Ivanichvili.
Le stade accueille à temps plein le RC Akademia Tbilissi. Il sert aussi à l'occasion des matchs à domicile du RC Kochebi et du RC Armazi.
En 2022, le stade accueille le championnat d'Europe des moins de 18 ans.